# Persone di nome Carlo/Nobili
| Questa pagina contiene informazioni ricavate automaticamente dalle voci biografiche con l'ausilio del template Bio e di un bot. L'aggiornamento è periodico e automatico e ricostruisce completamente la pagina. Se manca una persona in questa lista, sei pregato di non aggiungerla, ma accertati piuttosto che la sua voce biografica contenga il template Bio e che i dati anagrafici siano correttamente compilati. Se il template Bio manca, inseriscilo tu stesso o, in alternativa, metti l'avviso {{tmp\|Bio}} che ne segnala la mancanza. Se i dati riportati sono sbagliati, correggi direttamente la voce biografica; le modifiche saranno visibili in questa lista entro pochi giorni. Per chiarimenti vedi il progetto antroponimi. La lista contiene solo le 210 persone che sono citate nell'enciclopedia e per le quali è stato implementato correttamente il template Bio. Pagina aggiornata al 6 ago 2025. |

Questa è una lista di persone presenti nell'enciclopedia che hanno il nome Carlo e sono nobili.

## A(9)
- Carlo Acquaviva d'Aragona, nobile e politico italiano (Napoli, n. 1823 - Giulianova, † 1892)
- Carlo Albani, I principe di Soriano nel Cimino, nobile italiano (Roma, n. 1687 - Roma, † 1724)
- Carlo Francesco Albani, III principe di Soriano nel Cimino, nobile italiano (Roma, n. 1749 - Modena, † 1817)
- Carlo Albertini, nobile italiano (Mantova - Mantova)
- Carlo Filippo Aldrovandi Marescotti, nobile, imprenditore e mecenate italiano (Bologna, n. 1763 - † 1823)
- Carlo Archinto, nobile, funzionario e mecenate italiano (Milano, n. 1670 - Milano, † 1732)
- Carlo Eugenio d'Arenberg, nobile belga (Bruxelles, n. 1633 - Mons, † 1681)
- Carlo Pio d'Asburgo-Lorena, nobile austriaco (Vienna, n. 1909 - Barcellona, † 1953)
- Carlo Giuseppe di Auersperg, nobile austriaco (Vienna, n. 1720 - Losenstein, † 1800)

## B(12)
- Carlo Bembo, nobile (n. 1472 - † 1503)
- Carlo Giovanni Bernadotte, nobile svedese (Stoccolma, n. 1916 - Ängelholm, † 2012)
- Carlo I di Borbone, nobile (n. 1401 - Moulins, † 1456)
- Carlo III di Parma, nobile italiano (Lucca, n. 1823 - Parma, † 1854)
- Carlo IV di Borbone-Vendôme, nobile (Vendôme, n. 1489 - Amiens, † 1537)
- Carlo Borromeo Arese, nobile e politico italiano (Milano, n. 1657 - Arona, † 1734)
- Carlo III Borromeo, nobile e mecenate italiano (Milano, n. 1586 - Milano, † 1652)
- Carlo Maria Bracorens di Savoiroux, nobile e generale italiano (Chambery, n. 1811 - † 1876)
- Carlo I di Brunswick-Wolfenbüttel, nobile (Brunswick, n. 1713 - Brunswick, † 1780)
- Carlo Giorgio Augusto di Brunswick-Wolfenbüttel, nobile (Londra, n. 1766 - Antoinettenruh, † 1806)
- Carlo Bulgarini, nobile italiano (Mantova - Mantova)
- Carlo III Guglielmo di Baden-Durlach, nobile (Durlach, n. 1679 - Karlsruhe, † 1738)

## C(49)
- Carlo Calà, nobile, giurista e magistrato italiano (Castrovillari, n. 1617 - Napoli, † 1683)
- Carlo Candida, nobile italiano (Lucera, n. 1762 - Roma, † 1845)
- Carlo Caracciolo, nobile, editore e imprenditore italiano (Firenze, n. 1925 - Roma, † 2008)
- Carlo Andrea Caracciolo, II marchese di Torrecuso, nobile e militare italiano (Napoli, n. 1583 - Napoli, † 1646)
- Carlo Maria Carafa, nobile italiano (Castelvetere, n. 1651 - Mazzarino, † 1695)
- Carlo II d'Austria, nobile (Vienna, n. 1540 - Graz, † 1590)
- Carlo Federico di Sassonia-Meiningen, nobile tedesco (Meiningen, n. 1712 - Meiningen, † 1743)
- Carlo II di Brunswick, nobile (Braunschweig, n. 1804 - Ginevra, † 1873)
- Carlo di La Roche-sur-Yon, nobile francese (n. 1515 - Beaupréau, † 1565)
- Carlo Emanuele d'Assia-Rheinfels-Rotenburg, nobile (Bad Schwalbach, n. 1746 - Francoforte sul Meno, † 1812)
- Carlo Leopoldo di Meclemburgo-Schwerin, nobile tedesco (Grabow, n. 1678 - Dömitz, † 1747)
- Carlo Visconti di Parma, nobile italiano (Milano, n. 1359 - † 1403)
- Carlo Guglielmo Federico di Brandeburgo-Ansbach, nobile tedesco (Ansbach, n. 1712 - Gunzenhausen, † 1757)
- Carlo Edoardo di Sassonia-Coburgo-Gotha, nobile (Esher, n. 1884 - Coburgo, † 1954)
- Carlo Ludovico Federico di Meclemburgo-Strelitz, nobile tedesco (Strelitz, n. 1708 - Mirow, † 1752)
- Carlo I d'Amboise, nobile francese (Tours, n. 1430 - † 1481)
- Carlo di Valois-Angoulême, nobile (Château du Fayet, n. 1573 - Parigi, † 1650)
- Carlo Luigi di Lorena, nobiluomo francese (n. 1696 - † 1755)
- Carlo Federico Guglielmo di Leiningen, nobile tedesco (Bad Dürkheim, n. 1724 - Amorbach, † 1807)
- Carlo Michele di Meclemburgo-Strelitz, nobile (Reggia di Oranienbaum, n. 1863 - Remplin, † 1934)
- Carlo I d'Armagnac, nobile francese (n. 1425 - Castelnau-de-Montmiral, † 1497)
- Carlo di Gheldria, nobile olandese (Grave, n. 1467 - Arnhem, † 1538)
- Carlo I d'Assia-Kassel, nobile tedesco (Kassel, n. 1654 - Kassel, † 1730)
- Carlo I d'Assia-Philippsthal, nobile (Smalcalda, n. 1682 - Philippsthal, † 1770)
- Carlo I di Borgogna, nobile (Digione, n. 1433 - Nancy, † 1477)
- Carlo I di Lorena, nobile (Laon, n. 953 - Orléans)
- Carlo I del Palatinato-Zweibrücken-Birkenfeld, nobile (Neuburg, n. 1560 - Birkenfeld, † 1600)
- Carlo II Augusto del Palatinato-Zweibrücken, nobile tedesco (Düsseldorf, n. 1746 - Mannheim, † 1795)
- Carlo II d'Assia-Philippsthal, nobile (Philippsthal, n. 1803 - Philippsthal, † 1868)
- Carlo II d'Orléans, nobile (Saint-Germain-en-Laye, n. 1522 - Forest-Montiers, † 1545)
- Carlo II di Baden-Durlach, nobile tedesco (Pforzheim, n. 1529 - Durlach, † 1577)
- Carlo IV d'Angiò, nobile (n. 1414 - † 1472)
- Carlo IV di Lorena, nobile (Nancy, n. 1604 - Bernkastel-Kues, † 1675)
- Carlo IV d'Alençon, nobile francese (Alençon, n. 1489 - Lione, † 1525)
- Carlo V d'Angiò, nobile francese (n. 1446 - Marsiglia, † 1481)
- Carlo di Guisa, nobile francese (Alençon, n. 1554 - Soissons, † 1611)
- Carlo di Guisa, nobile francese (n. 1555 - Bruxelles, † 1631)
- Carlo Costantino di Vienne, nobile († 962)
- Carlo d'Assia-Philippsthal-Barchfeld, nobile (Barchfeld, n. 1784 - Philippsthal, † 1854)
- Carlo di Nassau-Usingen, nobile tedesco (Bad Homburg vor der Höhe, n. 1712 - Biebrich, † 1775)
- Carlo d'Angiò, nobile italiano (Napoli, n. 1298 - Napoli, † 1328)
- Carlo Cavalcabò, nobile italiano
- Carlo Ludovico Clerici, II marchese di Cavenago, nobile e politico italiano (Milano, n. 1615 - Madrid, † 1677)
- Carlo Giorgio Clerici, nobile e militare italiano (Milano, n. 1696 - Belgrado, † 1717)
- Carlo II di Cleves Nevers, nobile francese (Parigi, † 1521)
- Carlo Cornaggia Medici Castiglioni, nobile e politico italiano (Milano, n. 1851 - Milano, † 1935)
- Carlo Ginori, nobile, politico e imprenditore italiano (Firenze, n. 1702 - Livorno, † 1757)
- Carlo I di Löwenstein-Wertheim-Rosenberg, nobile tedesco (Bor, n. 1834 - Colonia, † 1921)
- Carlo di Valois, nobile francese (Valenciennes, n. 1270 - Nogent-le-Roi, † 1325)

## D(84)
- Carlo d'Albert, nobile francese (Pont-Saint-Esprit, n. 1578 - Longueville, † 1621)
- Carlo d'Aragona Tagliavia, nobile, politico e militare italiano (Palermo, n. 1521 - Madrid, † 1599)
- Carlo Giuseppe d'Asburgo, nobile e vescovo cattolico austriaco (Vienna, n. 1649 - Linz, † 1664)
- Carlo Ludovico d'Asburgo-Lorena, nobile (Castello di Schönbrunn, n. 1918 - Bruxelles, † 2007)
- Carlo Giuseppe d'Asburgo-Lorena, nobile austriaco (Vienna, n. 1745 - Vienna, † 1761)
- Carlo Ludovico d'Asburgo-Lorena, nobile (Schönbrunn, n. 1833 - Schönbrunn, † 1896)
- Carlo Alberto d'Asburgo-Teschen, nobile (Pola, n. 1888 - Stoccolma, † 1951)
- Carlo Stefano d'Asburgo-Teschen, nobile (Brno, n. 1860 - Żywiec, † 1933)
- Carlo di Borbone-Due Sicilie Orleans, nobile spagnolo (Madrid, n. 1908 - Eibar, † 1936)
- Carlo di Borbone-Francia, nobile francese (Versailles, n. 1686 - Marly-le-Roi, † 1714)
- Carlo Ugo di Borbone-Parma, nobile (Parigi, n. 1930 - Barcellona, † 2010)
- Carlo I di Fiandra, nobile danese (Odense - Bruges, † 1127)
- Carlo I di Guisa, nobile francese (Joinville, n. 1571 - Cuna, † 1640)
- Carlo I di Monaco, nobile e sovrano monegasco (Monaco - Monaco, † 1357)
- Carlo I di Savoia, nobile (Carignano, n. 1468 - Pinerolo, † 1490)
- Carlo II di Münsterberg-Oels, nobile boemo (Oleśnica, n. 1545 - Oleśnica, † 1617)
- Carlo II di Savoia, nobile (Chazey, n. 1486 - Vercelli, † 1553)
- Carlo III di Lorena, nobile (Nancy, n. 1543 - Nancy, † 1608)
- Carlo V di Lorena, nobile (Vienna, n. 1643 - Wels, † 1690)
- Carlo Alessandro di Sassonia-Weimar-Eisenach, nobile tedesco (Weimar, n. 1818 - Weimar, † 1901)
- Carlo Augusto di Sassonia-Weimar-Eisenach, nobile tedesco (Weimar, n. 1757 - Graditz, † 1828)
- Carlo Emanuele I di Savoia, nobile italiano (Rivoli, n. 1562 - Savigliano, † 1630)
- Carlo Emanuele II di Savoia, nobile italiano (Torino, n. 1634 - Torino, † 1675)
- Carlo Ferdinando d'Asburgo-Teschen, nobile austriaco (Vienna, n. 1818 - Židlochovice, † 1874)
- Carlo Giovanni Amedeo di Savoia, nobile (Torino, n. 1488 - Moncalieri, † 1496)
- Carlo Teodoro di Salm, nobile tedesco (Anholt, n. 1645 - Aquisgrana, † 1710)
- Carlo d'Austria, nobile e militare austriaco (Bürglitz, n. 1560 - Überlingen, † 1618)
- Carlo di Spagna, nobile (Madrid, n. 1607 - Madrid, † 1632)
- Carlo Ferdinando di Borbone-Francia, nobile francese (Versailles, n. 1778 - Parigi, † 1820)
- Carlo Massimiliano di Dietrichstein, nobile boemo (Brno, n. 1702 - Mikulov, † 1784)
- Carlo I Doria Del Carretto, nobile e generale italiano (Genova, n. 1576 - Genova, † 1649)
- Carlo Filiberto I d'Este, nobile (San Martino in Rio, n. 1571 - Milano, † 1652)
- Carlo d'Étampes, nobile (n. 1305 - † 1336)
- Carlo II di Gonzaga-Nevers, nobile italiano (Mantova, n. 1629 - Mantova, † 1665)
- Carlo I di Gonzaga-Nevers, nobile (Parigi, n. 1580 - Mantova, † 1637)
- Carlo di Leiningen, nobile tedesco (Amorbach, n. 1804 - Amorbach, † 1856)
- Carlo Augusto del Palatinato-Zweibrücken, nobile e militare tedesco (Forbach, n. 1784 - Možajsk, † 1812)
- Carlo di Valois-Angoulême, nobile francese (n. 1459 - Chateauneuf-sur-Charente, † 1496)
- Carlo II Eugenio di Württemberg, nobile (Bruxelles, n. 1728 - Stoccarda, † 1793)
- Carlo Maria Raimondo d'Arenberg, nobile e generale austriaco (Enghien, n. 1721 - Enghien, † 1778)
- Carlo d'Asburgo-Lorena, nobile e politico austriaco (Starnberg, n. 1961)
- Carlo Salvatore d'Asburgo-Lorena, nobile italiano (Firenze, n. 1839 - Vienna, † 1892)
- Carlo d'Assia-Wanfried, nobile tedesco (n. 1649 - † 1711)
- Carlo Filiberto II d'Este, nobile (San Martino in Rio, n. 1678 - † 1752)
- Carlo Filiberto d'Este, nobile (n. 1649 - † 1703)
- Carlo Emanuele d'Este, nobile (n. 1622 - Vienna, † 1695)
- Carlo Filiberto d'Este, nobile (n. 1646 - † 1714)
- Carlo Emanuele dal Pozzo della Cisterna, nobile e patriota italiano (Torino, n. 1787 - Torino, † 1864)
- Carlo I de La Trémoille, nobile e condottiero francese (n. 1485 - Marignano, † 1515)
- Carlo I de Mari, nobile italiano (Genova, n. 1624 - Acquaviva delle Fonti, † 1697)
- Carlo Teodoro del Belgio, nobile belga (Bruxelles, n. 1903 - Ostenda, † 1983)
- Leopoldo del Carretto, nobile italiano (Torino, n. 1693 - Torino, † 1750)
- Carlo Paolo Ernesto di Bentheim-Steinfurt, nobile tedesco (n. 1729 - † 1780)
- Carlo Maria Isidoro di Borbone-Spagna, nobile spagnolo (Palazzo reale di Aranjuez, n. 1788 - Trieste, † 1855)
- Carlo Luigi di Borbone-Spagna, nobile spagnolo (Madrid, n. 1818 - Trieste, † 1861)
- Carlo II di Cossé, nobile e militare francese (castello di Ételan, n. 1562 - castello di Brissac, † 1621)
- Carlo I di Cossé, nobile e militare francese (Brissac-Quincé, n. 1505 - Parigi, † 1563)
- Carlo Giovanni Battista di Dietrichstein, nobile e alchimista boemo (Mikulov, n. 1728 - Vienna, † 1808)
- Carlo Giuseppe di Firmian, nobile e politico austriaco (Mezzocorona, n. 1718 - Milano, † 1782)
- Carlo di Gravina, nobile italiano (n. 1323 - Aversa, † 1348)
- Carlo Ludovico I di Hohenlohe-Langenburg, nobile tedesco (Langenburg, n. 1762 - Langenburg, † 1825)
- Carlo II di Hohenzollern-Sigmaringen, nobile (Sigmaringen, n. 1547 - Sigmaringen, † 1606)
- Carlo Federico di Holstein-Gottorp, nobile (Stoccolma, n. 1700 - Rolfshagen, † 1739)
- Carlo Emilio di Leiningen, nobile tedesco (Amorbach, n. 1952)
- Carlo I d'Elbeuf, nobile francese (Joinville, n. 1556 - Moulins, † 1605)
- Carlo III d'Elbeuf, nobile francese (Parigi, n. 1620 - Parigi, † 1692)
- Carlo di Lorena, conte di Marsan, nobile francese (n. 1648 - Parigi, † 1708)
- Carlo di Lorena, nobile francese (n. 1684 - Parigi, † 1751)
- Carlo Tommaso di Löwenstein-Wertheim-Rochefort, nobile tedesco (Augusta, n. 1714 - Kleinheubach, † 1789)
- Carlo Tommaso di Löwenstein-Wertheim-Rosenberg, nobile e ufficiale austriaco (Schrozberg, n. 1783 - Heidelberg, † 1849)
- Carlo di Campobasso, nobile e condottiero italiano († 1459)
- Carlo Tristano di Montholon, nobile e generale francese (n. 1783 - Parigi, † 1853)
- Carlo I Federico di Montmorency-Luxembourg, nobile e generale francese (Parigi, n. 1662 - Parigi, † 1726)
- Carlo II Federico di Montmorency-Luxembourg, nobile e generale francese (Parigi, n. 1702 - Parigi, † 1764)
- Carlo I di Münsterberg-Oels, nobile boemo (Kladsko, n. 1476 - Frankenstein, † 1536)
- Carlo Luigi di Nassau-Saarbrücken, nobile tedesco (Saarbrücken, n. 1665 - Idstein, † 1723)
- Carlo I di Nevers, nobile (n. 1414 - † 1464)
- Carlo di Sassonia, nobile (Dresda, n. 1733 - Dresda, † 1796)
- Carlo Emanuele di Savoia-Nemours, nobile (Nanteuil, n. 1567 - Annecy, † 1595)
- Carlo Antonio di Schleswig-Holstein-Sonderburg-Beck, nobile tedesco (Marburgo, n. 1727 - Stettino, † 1759)
- Carlo Günther di Schwarzburg-Rudolstadt, nobiluomo tedesco (n. 1576 - Kranichfeld, † 1630)
- Carlo Bernadotte, nobile svedese (Stoccolma, n. 1911 - Malaga, † 2003)
- Carlo di Valois-Orléans, nobile francese (Parigi, n. 1394 - Amboise, † 1465)
- Carlo Vittorio di Wied, nobile albanese (Potsdam, n. 1913 - Monaco di Baviera, † 1973)

## F(4)
- Carlo da Montone, nobile e condottiero italiano (Perugia, n. 1421 - Cortona, † 1479)
- Tancredi Falletti di Barolo, nobile italiano (Torino, n. 1782 - Chiari, † 1838)
- Carlo Vincenzo Ferrero d'Ormea, nobile e politico italiano (Mondovì, n. 1680 - Torino, † 1745)
- Carlo Sebastiano Ferrero-Fieschi, nobile, militare e diplomatico italiano (Madrid, n. 1760 - Parigi, † 1826)

## G(10)
- Carlo di Gonzaga-Nevers, nobile (n. 1609 - Cavriana, † 1631)
- Carlo Benedetto Giustiniani, II principe di Bassano, nobile italiano (Roma, n. 1649 - Bassano Romano, † 1679)
- Carlo di Gontaut, nobile francese (Saint-Blancard, n. 1562 - Parigi, † 1602)
- Carlo Gonzaga di Novellara, nobile italiano
- Carlo Gonzaga, nobile (Mantova, n. 1417 - Ferrara, † 1456)
- Carlo Gonzaga, nobile italiano (Castiglione delle Stiviere, n. 1616 - Solferino, † 1680)
- Carlo Gonzaga, nobile italiano (Vescovato, n. 1551 - Siena, † 1614)
- Carlo Giuseppe Gonzaga, nobile italiano (n. 1664 - † 1703)
- Carlo Guasco, principe di Phalsbourg e Lixheim, nobile e generale italiano (n. 1603 - Anversa, † 1650)
- Carlo Guasco di Castelletto, nobile, storico e scrittore italiano (Alessandria, n. 1724 - Alessandria, † 1796)

## H(1)
- Carlo I di Hohenzollern, nobile (Bruxelles, n. 1516 - Sigmaringen, † 1576)

## I(2)
- Carlo Teodoro in Baviera, nobile tedesco (Possenhofen, n. 1839 - Kreuth, † 1909)
- Carlo I di Isenburg-Büdingen-Birstein, nobile e militare tedesco (Birstein, n. 1766 - Birstein, † 1820)

## L(2)
- Carlo de La Cerda, nobile (n. 1326 - L'Aigle, † 1354)
- Carlo Leopardi, nobiluomo italiano (Recanati, n. 1799 - Recanati, † 1878)

## M(7)
- Carlo Francesco Agostino Malaspina, nobile italiano (Fosdinovo, n. 1671 - Caniparola, † 1722)
- Carlo Emanuele Malaspina, nobile italiano (Fosdinovo, n. 1752 - Pisa, † 1808)
- Carlo III Malatesta, nobile e condottiero italiano (Sogliano al Rubicone - Sogliano al Rubicone, † 1486)
- Carlo II Malatesta, nobile e condottiero italiano (Venezia - Pesaro, † 1438)
- Carlo II Manfredi, nobile (Faenza, n. 1439 - Rimini, † 1484)
- Carlo Marliani, nobile italiano (n. 1606 - † 1653)
- Carlo Federico I di Münsterberg-Oels, nobile boemo (Oleśnica, n. 1593 - Oleśnica, † 1647)

## N(1)
- Carlo Nasi, nobile, velista e calciatore italiano (Torino, n. 1877 - Torino, † 1935)

## P(4)
- Carlino de' Pazzi, nobile italiano
- Carlo Giuseppe Perrone di San Martino, nobile italiano (Torino, n. 1764 - Torino, † 1836)
- Carlo Pertusati, nobile e politico italiano (Milano, n. 1674 - Milano, † 1755)
- Carlo Porro, nobile, generale e politico italiano (Milano, n. 1854 - Roma, † 1939)

## R(1)
- Carlo Roero di Cortanze, nobile italiano (Torino, n. 1742 - Torino, † 1808)

## S(9)
- Carlo Amedeo Salmatoris, nobiluomo italiano (n. 1688 - † 1759)
- Carlo Amedeo di Savoia-Nemours, nobile francese (Parigi, n. 1624 - Parigi, † 1652)
- Carlo Cristiano di Sayn-Wittgenstein, nobile e militare tedesco (Wittgenstein, n. 1773 - Borodino, † 1812)
- Carlo di Schleswig-Holstein-Sonderburg-Glücksburg, nobile (Gottorp, n. 1813 - Luisenlund, † 1878)
- Carlo Sforza, nobile, diplomatico e politico italiano (Lucca, n. 1872 - Roma, † 1952)
- Carlo Sforza, nobiluomo italiano (n. 1458 - † 1483)
- Carlo Emanuele Giacinto di Simiana, nobile, politico e militare italiano (Torino, n. 1608 - Torino, † 1677)
- Carlo Stagno Cumbo d'Alcontres, nobile, militare e filatelista italiano (Messina, n. 1838 - Messina, † 1906)
- Carlo Edoardo Stuart, nobile (Roma, n. 1720 - Roma, † 1788)

## T(6)
- Carlo Giuseppe Giovan Battista Tana, nobile, diplomatico e scrittore italiano (Torino, n. 1649 - Torino, † 1713)
- Carlo Thaon di Sant'Andrea, nobile e militare italiano (Nizza, n. 1725 - Cagliari, † 1807)
- Carlo III Tocco, nobile (Roma, † 1518)
- Carlo II Tocco, nobile e politico italiano (Arta, † 1448)
- Carlo Torelli di Guidantonio, nobile italiano (Modena, † 1835)
- Carlo Emanuele Teodoro Trivulzio, nobile e condottiero italiano (Milano, n. 1565 - † 1605)

## V(4)
- Carlo di Valois, nobile francese (Tours, n. 1446 - Bordeaux, † 1472)
- Carlo Ventimiglia Moncada, nobile, politico e militare italiano (Palermo, n. 1539 - Messina, † 1583)
- Carlo Villa, nobile e politico italiano (Milano, n. 1766 - Milano, † 1846)
- Carlo Visconti di Modrone, nobile, imprenditore e politico italiano (Milano, n. 1770 - Milano, † 1836)

## W(4)
- Carlo I Luigi del Palatinato, nobile (Heidelberg, n. 1617 - Edingen, † 1680)
- Carlo II del Palatinato, nobile (Heidelberg, n. 1651 - Heidelberg, † 1685)
- Carlo III Filippo del Palatinato, nobile (Neuburg an der Donau, n. 1661 - Mannheim, † 1742)
- Carlo Teodoro di Baviera, nobile tedesco (Monaco di Baviera, n. 1795 - Tegernsee, † 1875)

## Z(1)
- Carlo Zucchini, nobile e politico italiano (Faenza, n. 1862 - Rocchetta di Vara, † 1928)